# Millomontia vadoni
Millomontia vadoni is een hooiwagen uit de familie Triaenonychidae.